# Virgarina capula
Virgarina capula är en fjärilsart som beskrevs av M. Virgarina capula ingår i släktet Virgarina och familjen juvelvingar. Inga underarter finns listade i Catalogue of Life.